# Tokugawa Ieharu
Tokugawa Ieharu (徳川家治; (Edo, 20 de junho de 1737 – 17 de setembro de 1786) foi o décimo xogum do Xogunato Tokugawa do Japão, que exerceu cargo de 1760 a 1786

## Eras dobakufude Ieharu
Os anos em que Ieharu foi xogum são mais especificamente identificados por mais de uma era japonesa, ou nengō.
- Horeki (1751-1764)
- Meiwa (1764-1772)
- An'ei (1772-1781)
- Tenmei (1781-1789)